# Cálculo variacional
O cálculo de variações é um problema matemático que consiste em buscar máximos e mínimos (ou, mais geralmente, extremos relativos) de funções contínuas definidas sobre algum espaço funcional. Constituem uma generalização do cálculo elementar de máximos e mínimos de funções reais de uma variável. Ao contrário deste, o cálculo das variações lida com os funcionais, enquanto o cálculo ordinário trata de funções. Funcionais podem, por exemplo, ser formados por integrais envolvendo uma função incógnita e suas derivadas. O interesse está em funções extremas - aquelas que fazem o funcional atingir um valor máximo ou mínimo - ou de funções fixas - aquelas onde a taxa de variação do funcional é precisamente zero.
Talvez o exemplo mais simples seja o de encontrar a curva com o menor comprimento possível ligando dois pontos. Se não houver restrições, a solução é (obviamente) uma linha reta ligando estes pontos. No entanto, se as possibilidades para esta curva estiverem restritas a uma determinada superfície no espaço, então a solução é menos óbvia e, possivelmente, muitas soluções podem existir. Tais soluções são conhecidas como geodésicas. Um problema relacionado a este é representado pelo princípio de Fermat: a luz segue o caminho de menor comprimento óptico ligando dois pontos, onde o comprimento óptico depende do material de que é composto o meio. Um conceito correspondente em mecânica é o princípio da mínima ação.

## Formulação geral
Um dos problemas típicos em cálculo diferencial é o de encontrar o valor de {\displaystyle x} para o qual uma dada função {\displaystyle f(x)} alcança um valor extremo (máximo ou mínimo). No cálculo de variações, o problema em questão é encontrar uma função {\displaystyle f(x)} para a qual um funcional {\displaystyle I[f]} atinge um valor extremo. O funcional {\displaystyle I[f]} é composto por uma integral que depende de {\displaystyle x}, da função {\displaystyle f(x)} e algumas de suas derivadas.
{\displaystyle I[f]=\int _{a}^{b}-h(x,f(x),f'(x),...)\,dx}
Onde a função {\displaystyle f(x)} pertence a algum espaço de funções (espaço de Banach, espaço de Hilbert), e tanto ela como suas derivadas podem ter restrições.
Esta fórmula integral pode ser mais complicada permitindo a {\displaystyle x} ser um vetor, e portanto incluindo derivadas parciais para {\displaystyle f}.
Em casos mais simples, a resolução do problema pode ser reduzida a resolução da Equação de Euler na forma:
{\displaystyle {\frac {\partial h}{\partial f}}-{\frac {d}{dx}}\left({\frac {\partial h}{\partial f'}}\right)=0}

## Problemas históricos

### Problema Isoperimétrico
Qual é a área máxima que pode cercar-se com uma curva de comprimento especificado?
Exemplo:
Sejam dois pontos {\displaystyle A=(a,0),B=(b,0)} sobre o eixo x, sendo a distância entre eles estabelecida. Ou seja, {\displaystyle AB=l}. O problema de haver uma curva que maximize a área entre ela e o eixo x seria:
Haverá uma função {\displaystyle f(x)} de modo que,
{\displaystyle I[f]=\int _{a}^{b}f(x)dx=} max
com as restrições
{\displaystyle G[f]=\int _{a}^{b}{\sqrt {1+(f'(x))^{2}}}dx=l} (comprimento de arco)
{\displaystyle f(a)=f(b)=0}

### Braquistócrona
O problema da curva braquistócrona remonta a Johann Bernoulli (1696). Se refere a encontrar uma curva no plano cartesiano que vá do ponto {\displaystyle P=(x_{0},y_{0})} a origem de modo que um ponto material que desliza sem fricção sobre ela tarda o menor tempo possível em ir de {\displaystyle P} a origem. Usando princípios de mecânica clássica o problema pode formular-se como,
{\displaystyle T[f]=\int _{0}^{x_{0}}{\frac {\sqrt {1+(f'(x))^{2}}}{\sqrt {2g(y_{0}-y)}}}\ dx=} min
onde g é a gravidade e as restrições são, {\displaystyle f(0)=0}, {\displaystyle f(x_{0})=y_{0}}. Há de se notar que em {\displaystyle x=x_{0}} existe uma singularidade.